# Presa di Fez (1576)
La presa di Fez fu un evento militare che si svolse nel 1576 presso la città marocchina di Fez quando l'Impero ottomano con truppe provenienti da Algeri supportò Abd al-Malek nella sua presa del potere in Marocco contro suo nipote e rivale Mulay Muhammed. Circa 10 000 soldati ottomani presero parte alla campagna militare. Questa campagna fece seguito ad un breve periodo di occupazione di Fez da parte degli ottomani nel 1554.
Abd al-Malek vinse il suo rivale nella battaglia di ar-Rukn. Mulay Muhammed si portò a Marrakesh e continuò a resistere ad Abd al-Malek per lungo tempo.
Abd al-Malek entrò vittoriosamente a Fez nel marzo 1576. Poco dopo riconobbe il sultano ottomano Murad III come proprio califfo e riorganizzò il suo esercito sulla linea ottomana, adottando anche divise chiaramente ispirate a quelle turche, ma negoziò nel contempo che le truppe ottomane lasciassero il suo paese in cambio del pagamento di una somma di denaro in oro.
Nel frattempo, Mulay Muhammed si portò in Spagna e da lì in Portogallo, dove Sebastiano del Portogallo gli promise aiuto per recuperare il trono. Questo portò ad una spedizione e alla battaglia di Ksar El Kebir nel 1578, nota anche come "la battaglia dei tre re" che risultò una notevole sconfitta per i portoghesi che persero in battaglia il loro monarca senza che questi avesse lasciato un erede, conducendo così lo stato nelle mani del trono spagnolo. Abdel Malik venne probabilmente avvelenato e fu suo fratello minore, Ahmad Al-Mansour, ad assumere il controllo dello stato del Marocco.
Questi eventi diedero agli ottomani una posizione di forza nella regione del Maghreb, ponendosi così come una minaccia diretta di fronte al cuore della nazione spagnola.